# Montes Albanos
Los montes Albanos (en italiano, Colli Albani) son un grupo de colinas de origen volcánico que se extiende por la región italiana del Lacio. Son un complejo volcánico inactivo. Se encuentra al sureste de Roma y a unos 24 km al norte de Anzio. Forman parte de los Antiapeninos.
El pico dominante (aunque no es el más alto) es el monte Cavo, de 950 m s. n. m.. Hay dos calderas pequeñas que contienen lagos, el Albano y el Nemi. La roca de las colinas se denomina "peperino" (lapis albanus) una particular toba, combinación de ceniza y pequeñas rocas que es útil para la construcción, y proporciona un rico sustrato mineral para las vides.

## Historia
Las colinas, especialmente en las inmediaciones de las orillas de los lagos, han sido un lugar de asentamiento desde la Edad Prehistórica. Entre los IX y VII a. C., la región albergó numerosas poblaciones, entre ellas las legendarias Alba Longa y Túsculo. Durante los siglos V a III a. C., estuvo habitada por los ecuos. Los antiguos romanos] denominaban este lugar Albanus Mons. En la cumbre se encontraba un santuario dedicado a Júpiter Latiaris, donde los cónsules celebraban las Ferias latinas. Asimismo, diversos generales conmemoraron victorias en este sitio cuando no se les había concedido triunfos oficiales en Roma. Aunque el templo no ha perdurado hasta nuestros días, aún puede contemplarse la Via Triumphalis, que conducía hasta él. En esa época, la región contaba con numerosas villas y residencias de campo, debido a que constituía un refugio agradable frente al calor y las aglomeraciones de Roma.

## Actividad volcánica
El examen de los depósitos ha datado las dos erupciones más recientes en hace alrededor de 37.000 y 41.000 años. El área muestra pequeños enjambres de terremotos localizados, bradisismos, y el lanzamiento de dióxido de carbono y sulfuro de hidrógeno a la atmósfera. El alzamiento y los enjambres de terremoto han sido interpretados como causados por una cámara magmática esférica que crece lentamente 5-6 km por debajo de la superficie; algunos creen que puede entrar en erupción de nuevo; caso en él puede haber riesgo para Roma, que está sólo a 25-30 kilómetros.
Hay evidencia documental de una erupción en 114 a. C., pero la ausencia de depósitos geológicos holocenos ha desacreditado ampliamente como un acontecimiento volcánico y en lugar de ello se entiende que el relato es considerado la descripción de un incendio forestal.
El volcán emite grandes cantidades de dióxido de carbono. Esto puede potencialmente alcanzar concentraciones letales si se acumula en depresiones en el terreno en la ausencia de viento. La asfixia de 29 vacas en septiembre de 1999 impulsó una investigación detallada, que encontró esa concentración del gas en 1,5 m por encima del terreno en una zona residencial en el flanco noroeste a veces excedía del límite tolerable para la salud del 0.5%. Ocho ovejas resultaron muertas en un incidente parecido en octubre de 2001.

## Ciudades y pueblos
Las ciudades y pueblos en las colinas Albanas son conocidos como los Castelli Romani:
- Albano Laziale
- Ariccia
- Castel Gandolfo
- Colonna
- Frascati
- Genzano di Roma
- Grottaferrata
- Lanuvio
- Lariano
- Marino
- Monte Porzio Catone
- Monte Compatri
- Nemi
- Rocca Priora
- Rocca di Papa
- Velletri

## Personas
Escritores y artistas que han producido trabajo sobre esta región incluyen:
- Gavin Hamilton (1723 - 1798), pintor escocés, anticuario y arqueólogo, en Genzano y Lanuvio
- Lord Byron (1788 - 1824), escritor inglés, en Las peregrinaciones de Childe Harold
- Goethe (1749 - 1832), escritor alemán, en Viaje a Italia
- Ellis Cornelia Knight (1757–1837), escritora y pintora inglesa, en Description of Latium or La Campagna di Roma
- Richard Colt Hoare (1758 – 1838), anticuario, arqueólogo y viajero inglés, en A classical tour through Italy and Sicily
- Stendhal (1783 – 1842), escritor francés, en Albano Laziale, Crónicas italiana (1836-1839):"L'Abbesse de Castro"
- William Brockedon (1787–1854), pintor inglés e ilustración de guías
- James Duffield Harding (1798 - 1863), pintor paisajista inglés, en Tourist in Italy
- Charles Coleman (h. 1807 – h. 1874), pintor inglés
- William Leighton Leitch (1804 – 1883), paisajista a la acuarela e ilustrador escocés, en Lanuvio
- Edward Lear (1812 - 1888), pintor y litógrafo inglés
- Charles H. Poingdestre (1825 - 1905), pintor inglés
- Richard Voss (1851-1918), escritor alemán
- Clara Louisa Wells (1848/1850 - 1923/1925) en The Alban Hills ed. 1878
- John Singer Sargent (1856 – 1925), pintor estadounidense, en Villa Torlonia - Frascati
- John Henry Henshall (1856-1928), acuarelista y grabador inglés
- Thomas Ashby  (1874 – 1931), arqueólogo británico, escribió The Roman Campagna in Classic Time